# Brzezinka Dolna
Brzezinka Dolna – osada wsi Brzezinka w Polsce, położona w województwie dolnośląskim, w powiecie oleśnickim, w gminie Oleśnica.
W latach 1975–1998 osada należała administracyjnie do województwa wrocławskiego.